# Moscow Music Peace Festival
Moscow Music Peace Festival fue un concierto celebrado en el Estadio Olímpico Luzhnikí, Moscú, Unión Soviética, celebrado los días 12 y 13 de agosto de 1989 en el cual participaron algunas de las bandas más influyentes de la época apoyando la Paz Mundial e intentando lograr una cooperación internacional para combatir las drogas. Algunas de las bandas que participaron fueron Bon Jovi, Skid Row, Cinderella, Mötley Crüe, Gorky Park, Ozzy Osbourne y Scorpions.
El concierto fue editado en el año 1989 en el formato más popular de la época, VHS, y posteriormente remasterizado y publicado en dos volúmenes que sumaban un total de cuatro DVD.

## Lista de canciones
12 de agosto

### Skid Row
- Holidays In The Sun
- Makin a Mess
- Piece of Me
- Big Guns
- 18 And Life
- Youth Gone Wild

### Cinderella
- Bad Seamstress Blues
- Coming Home
- Nobody's Fool
- Gypsy Road
- Shake Me

### Bon Jovi
- Lay Your Hands On Me
- Wild In The Streets
- Blood On Blood
- Wanted Dead Or Alive
- Livin' on a Prayer

### Encore
- Hound Dog
- Rock And Roll

13 de agosto

### Mötley Crüe
- Shout at the devil
- Looks That Kill
- Wild Side
- Girls, Girls, Girls
- Jailhouse rock
- All In The Name Of...

### Gorky Park
- Bang
- Within Your Eyes
- Try To Finde Me
- My Generation

### Ozzy Osbourne
- Intro
- I Don't Know
- Flying High Again
- Shot in the Dark
- Miracle Man
- Sweet Leaf (Black Sabbath)
- Tattooed Dancer
- Suicide Solution
- Crazy Train
- Paranoid (Black Sabbath)

### Scorpions
- Blackout
- Big City Nights
- Holiday
- The Zoo
- Dynamite
- Still Loving You

### Encore
- Long Tall Sally
- Rock And Roll

## Curiosidades
- Los temas tocados por todas las bandas juntas, tuvieron a Jason Bonham (hijo del fallecido baterista de Led Zeppelin John Bonham) en la batería.
- Aunque este concierto era antidrogas todas las bandas participantes, excepto Mötley Crüe (en aquel entonces recién rehabilitados) las consumían. Incluso Ozzy Osbourne interpretó la canción Sweet Leaf, una clara referencia a la marihuana.
- Este concierto le sirvió de inspiración a la banda Scorpions para componer su tema Wind of Change.
- Ozzy Osbourne bebió vodka en demasía e intentó asesinar a su mánager y esposa, Sharon Osbourne.